# Lista gatunków z rodzaju agawa
Lista gatunków z rodzaju agawa (Agave L.) – lista gatunków rodzaju roślin należącego do podrodziny agawowe (Agavoideae Herbert). Według The Plant List w obrębie tego rodzaju znajduje się co najmniej 200 gatunków o nazwach zweryfikowanych i zaakceptowanych, podczas gdy kolejnych 86 taksonów ma status gatunków niepewnych (niezweryfikowanych).

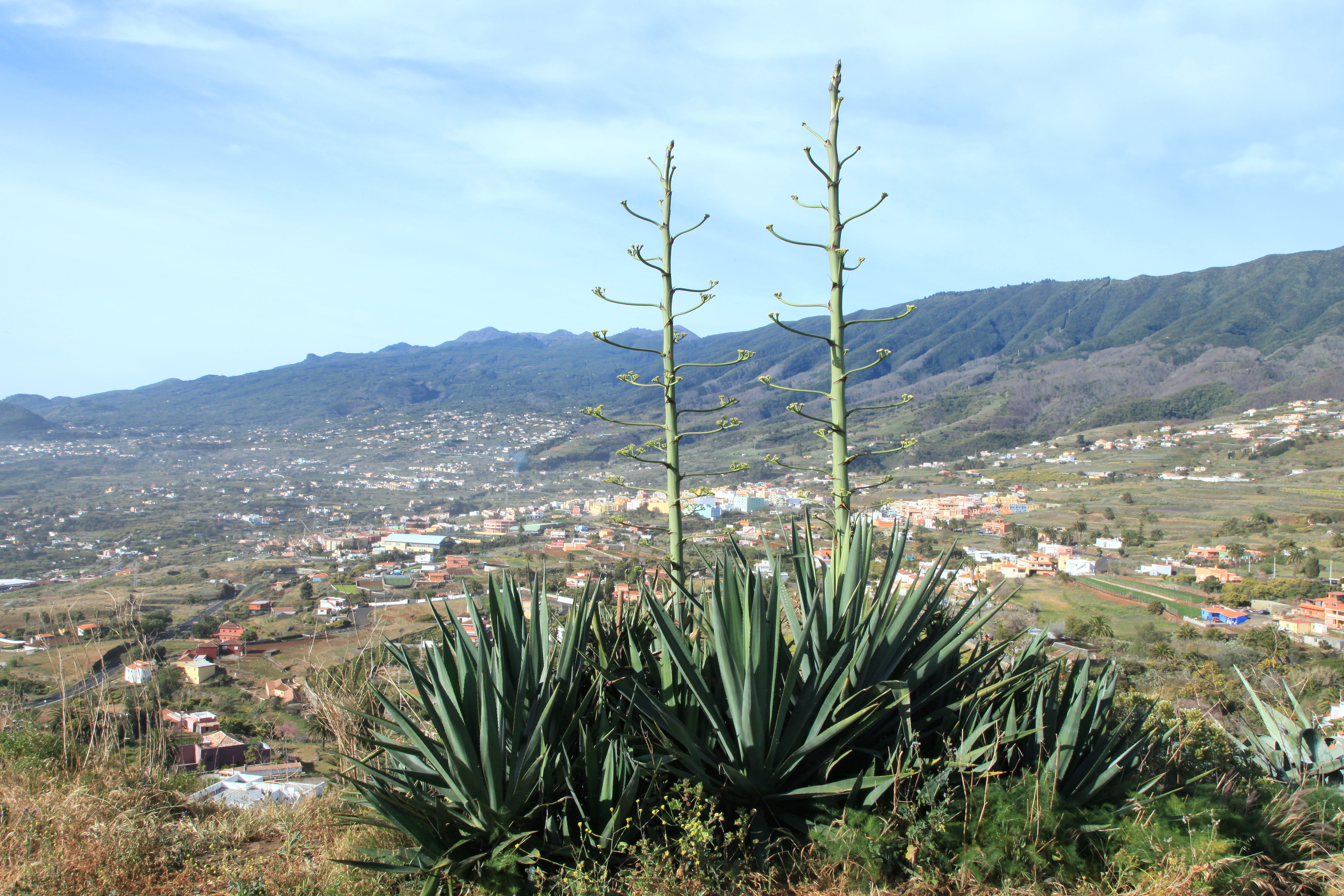
Agave americana

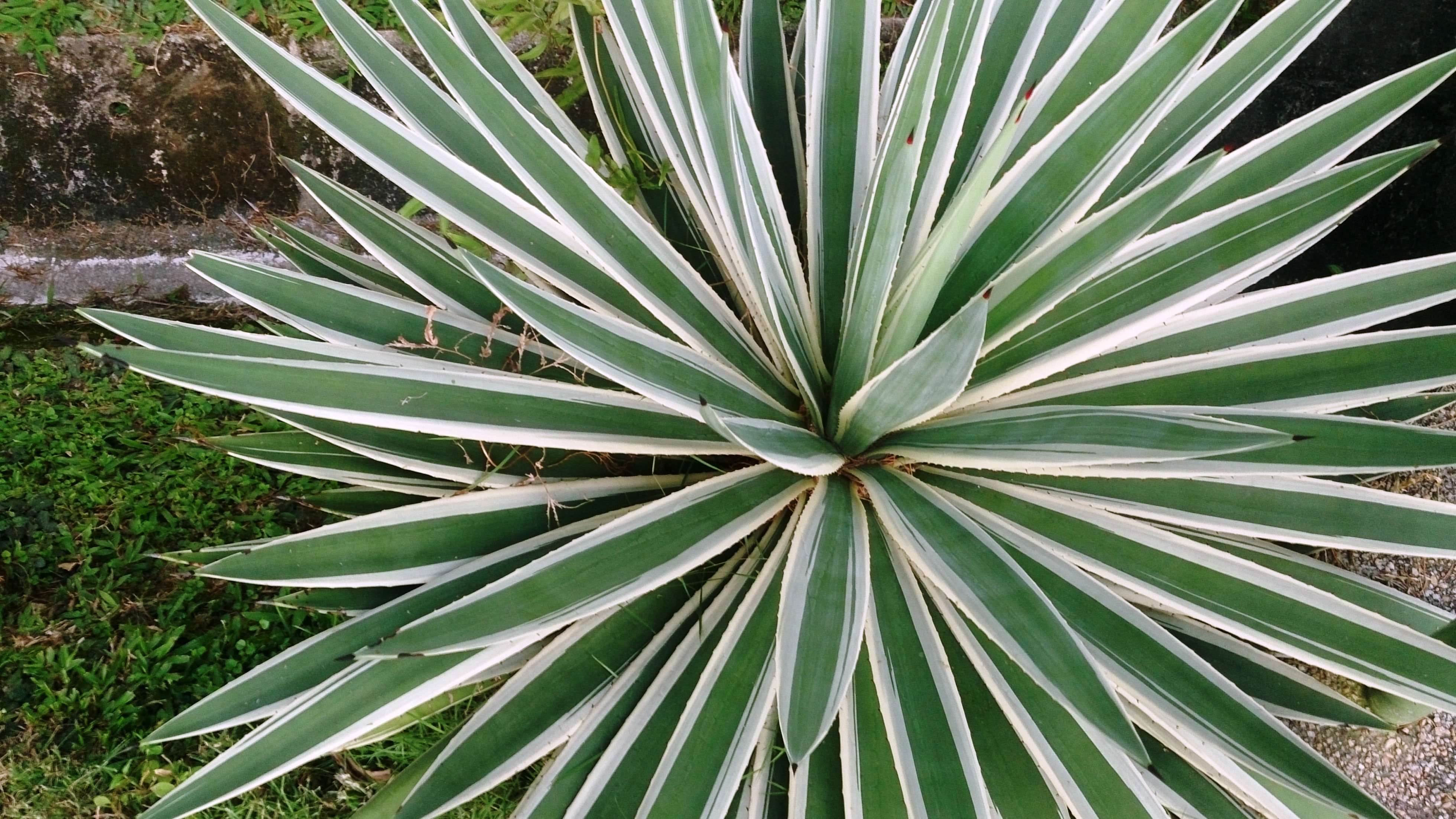
Agave angustifolia 'Marginata'

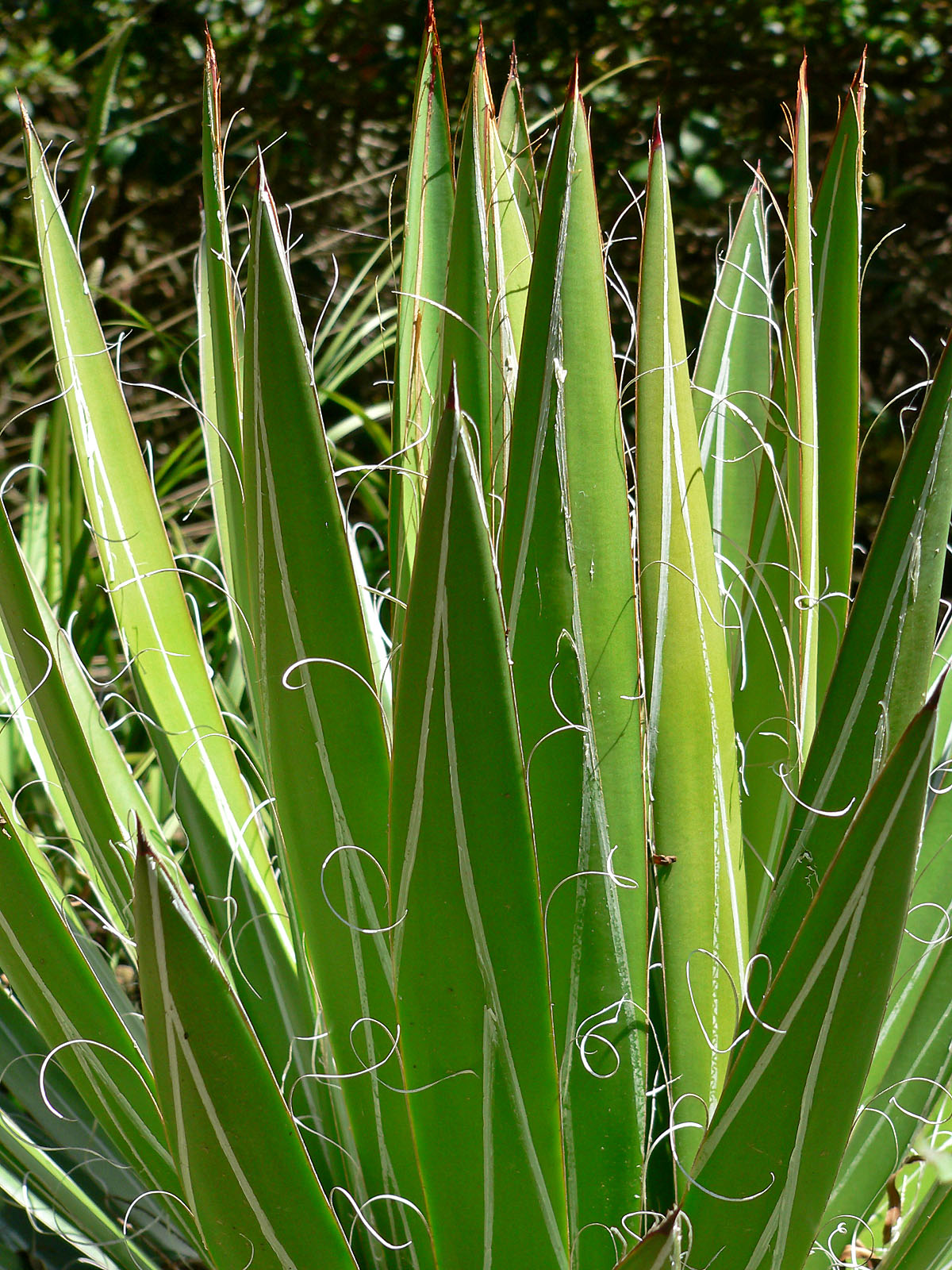
Agave filifera

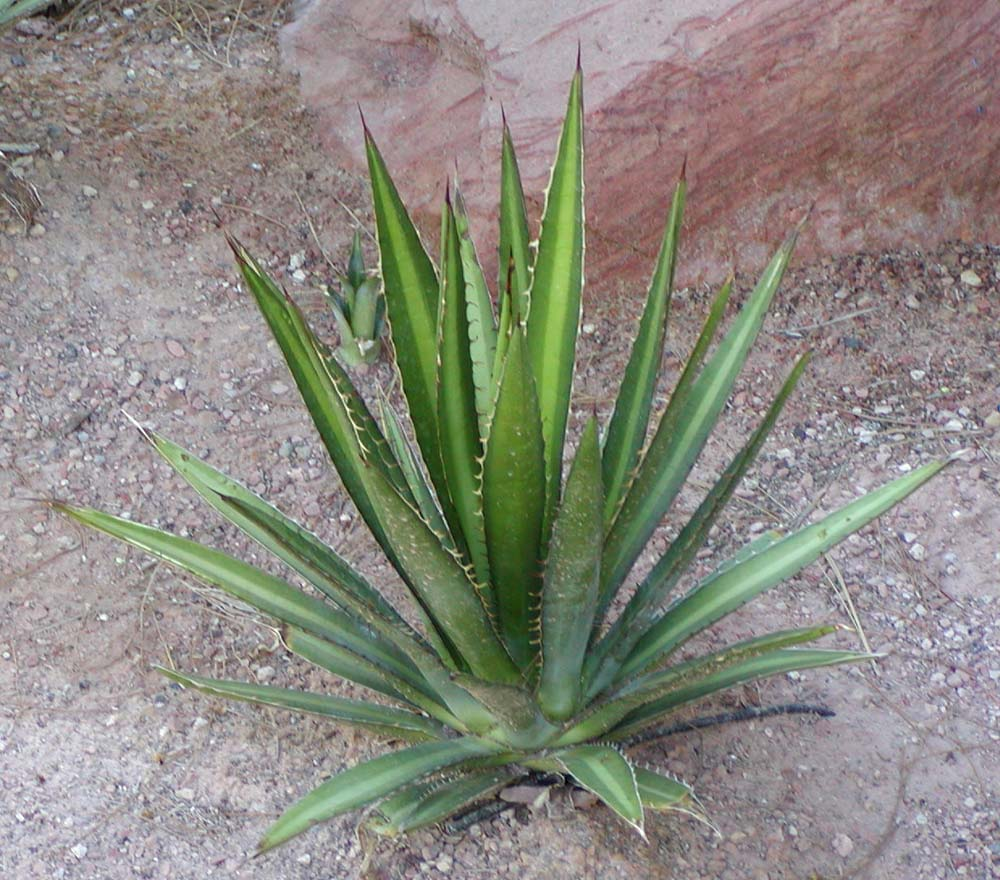
Agave lechuguilla

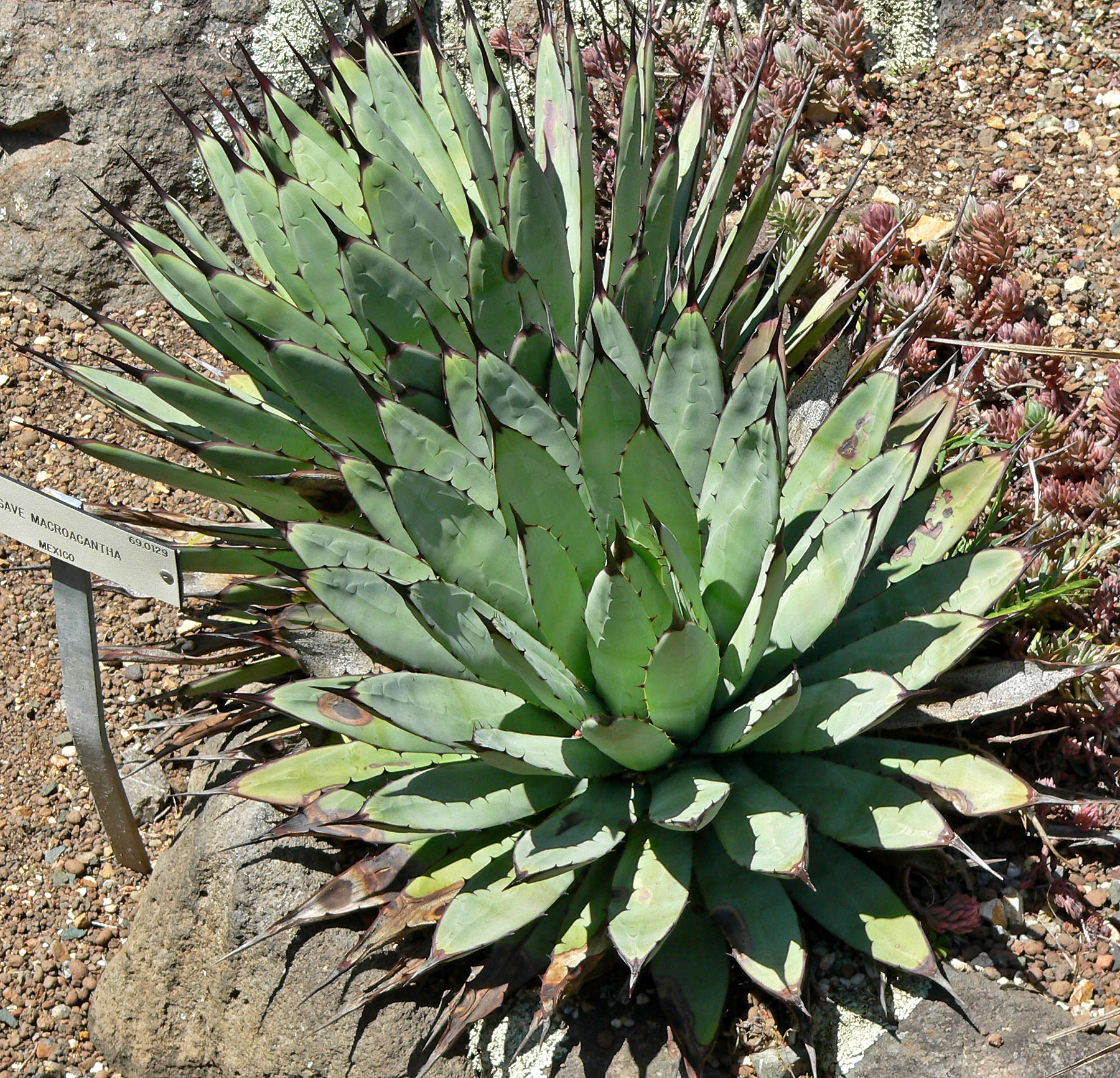
Agave macroacantha

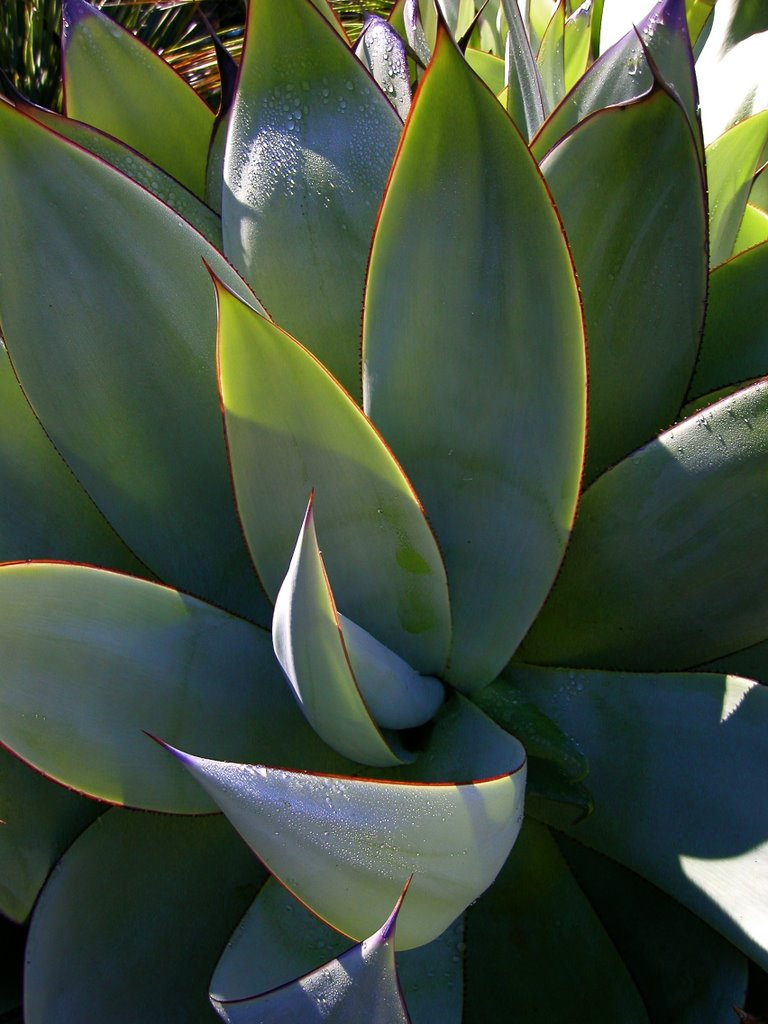
Agave mitis

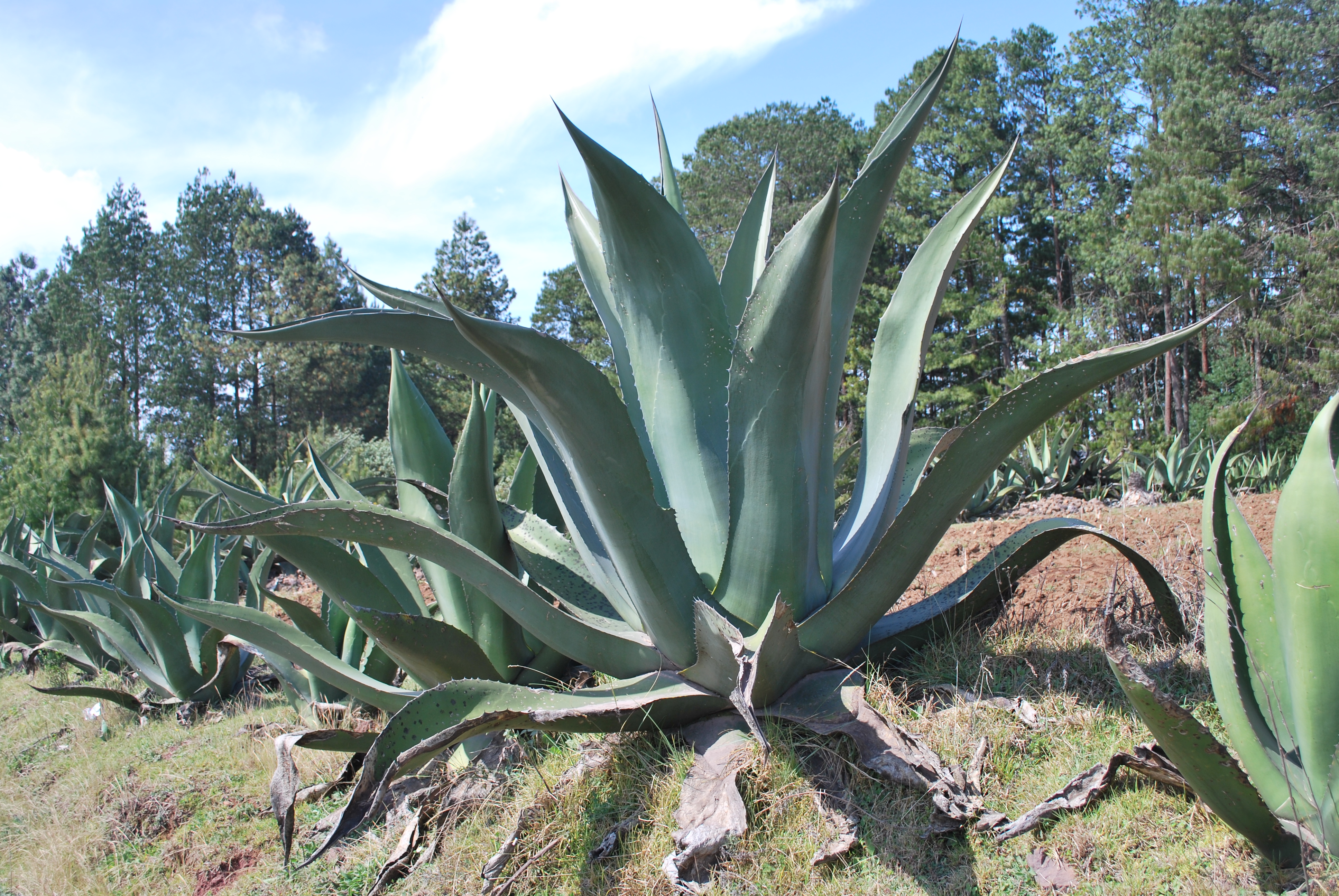
Agave salmiana

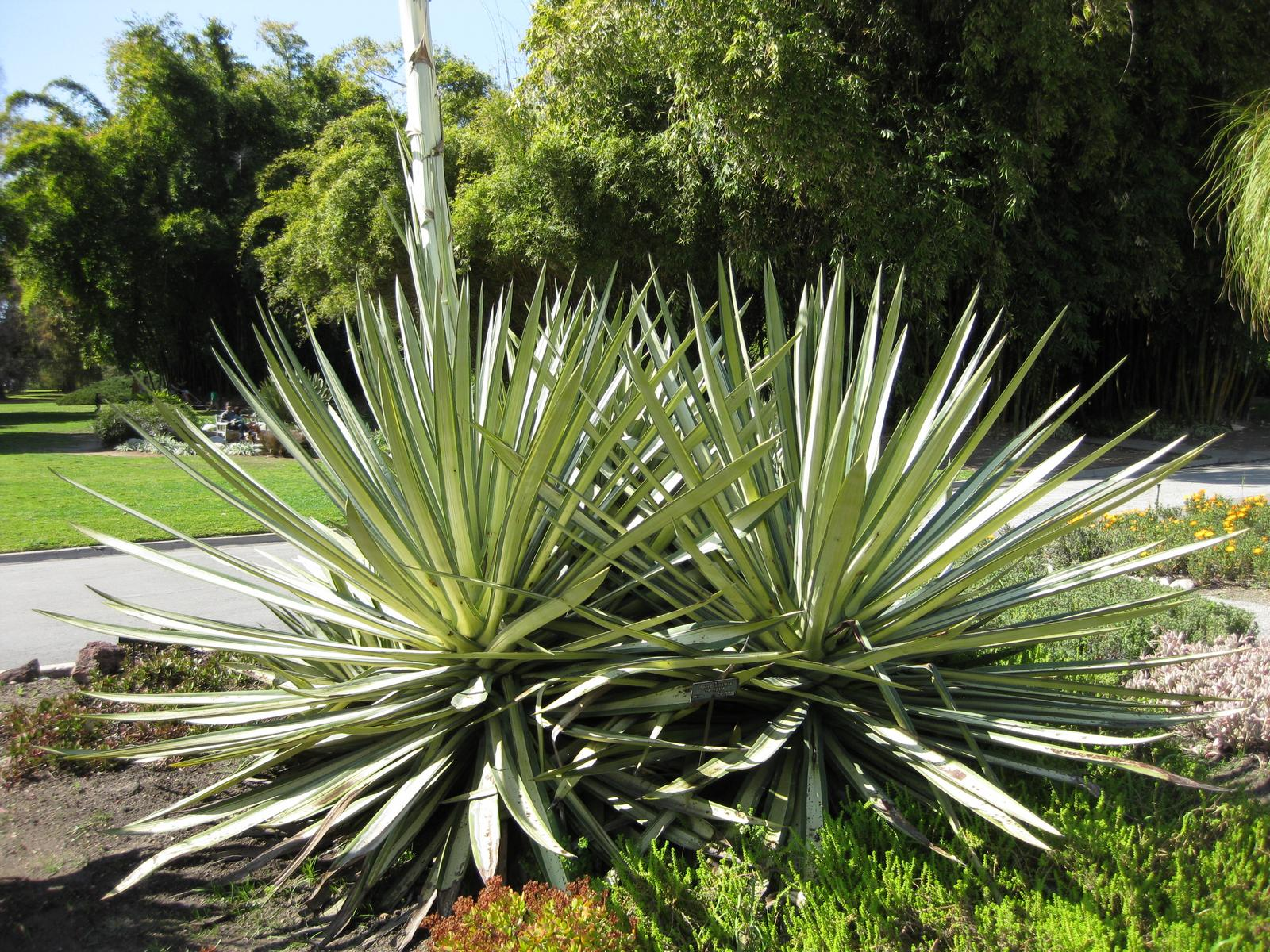
Agave sisalana

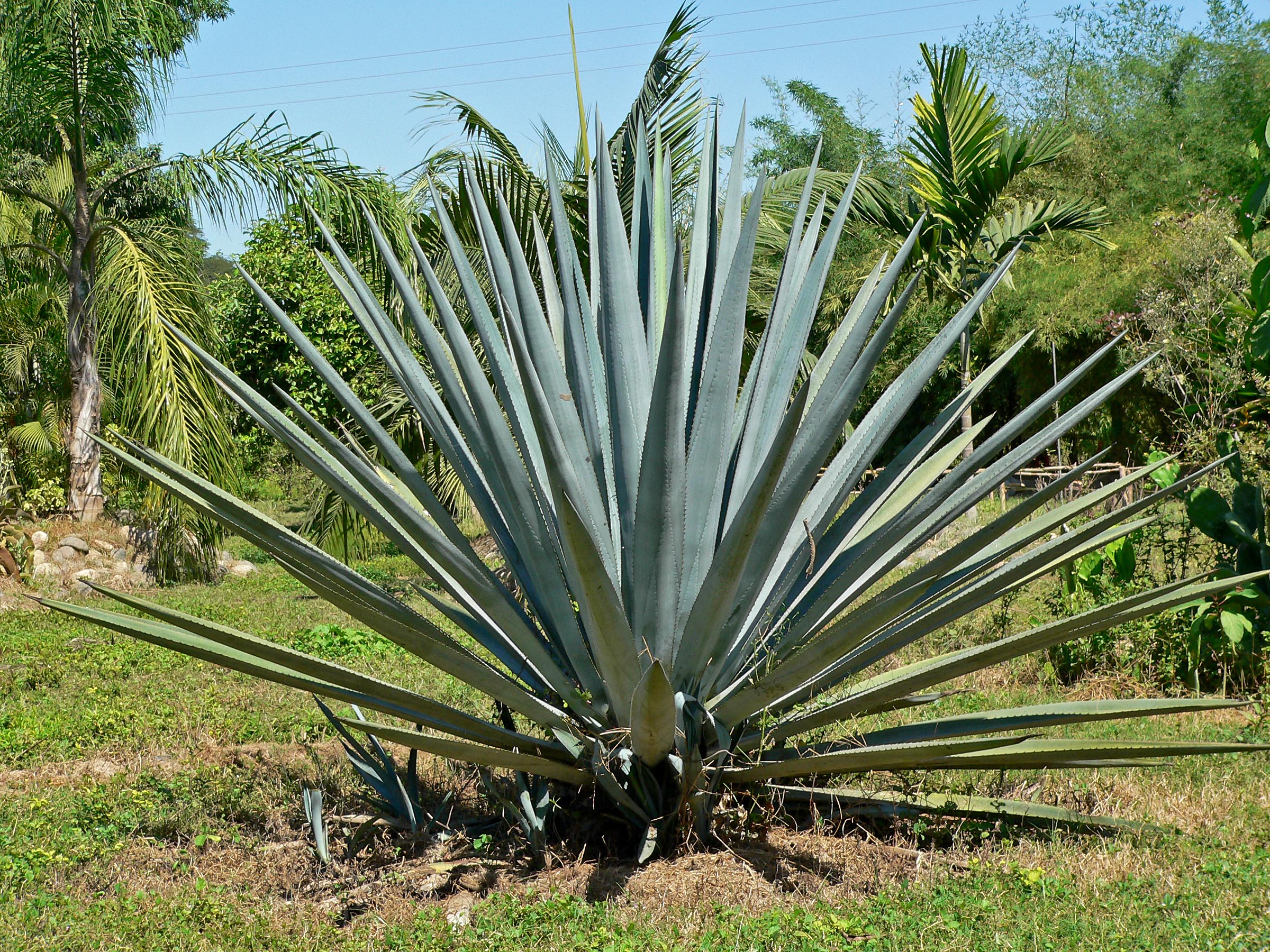
Agave tequilana

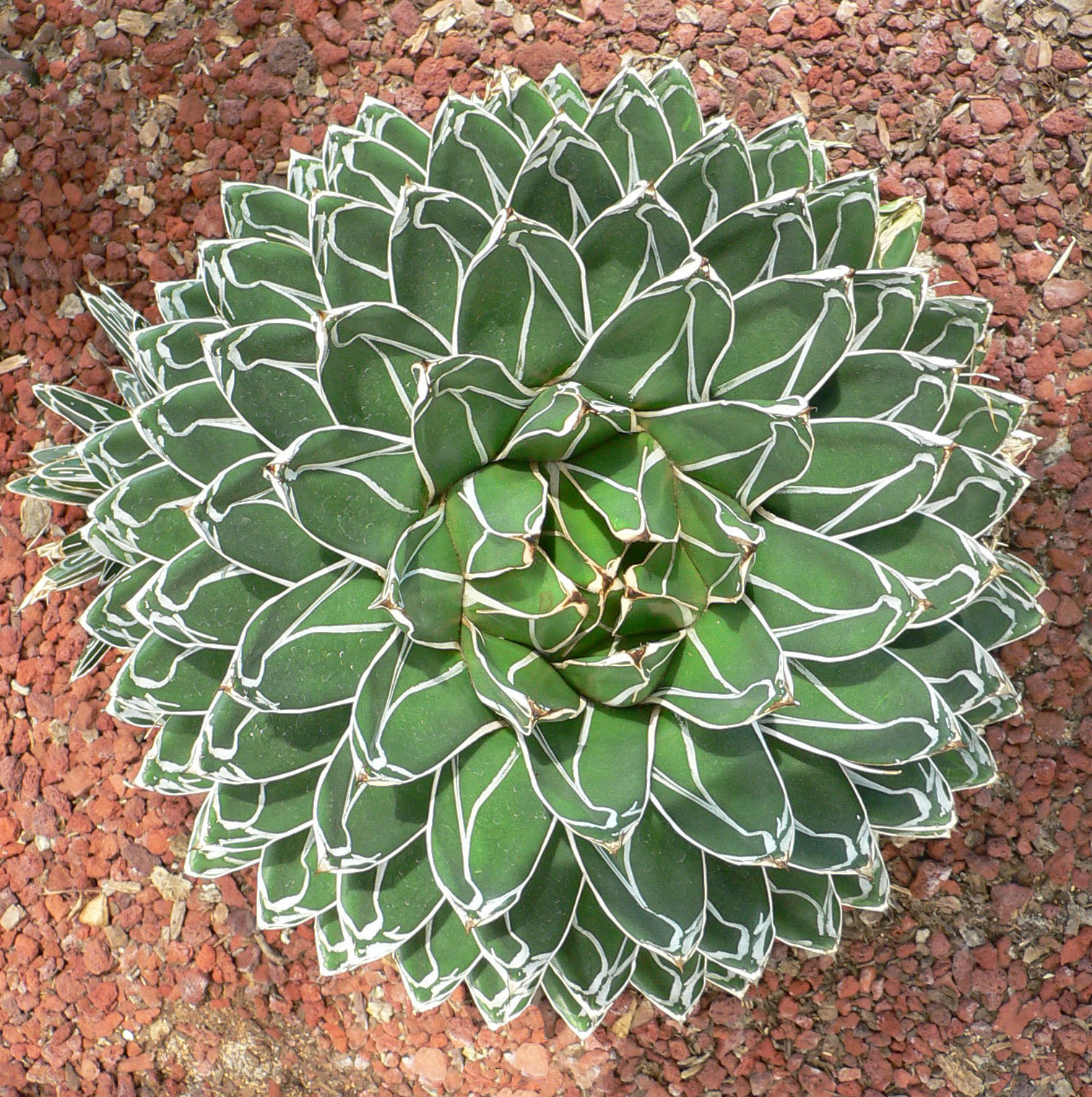
Agave victoriae-reginae

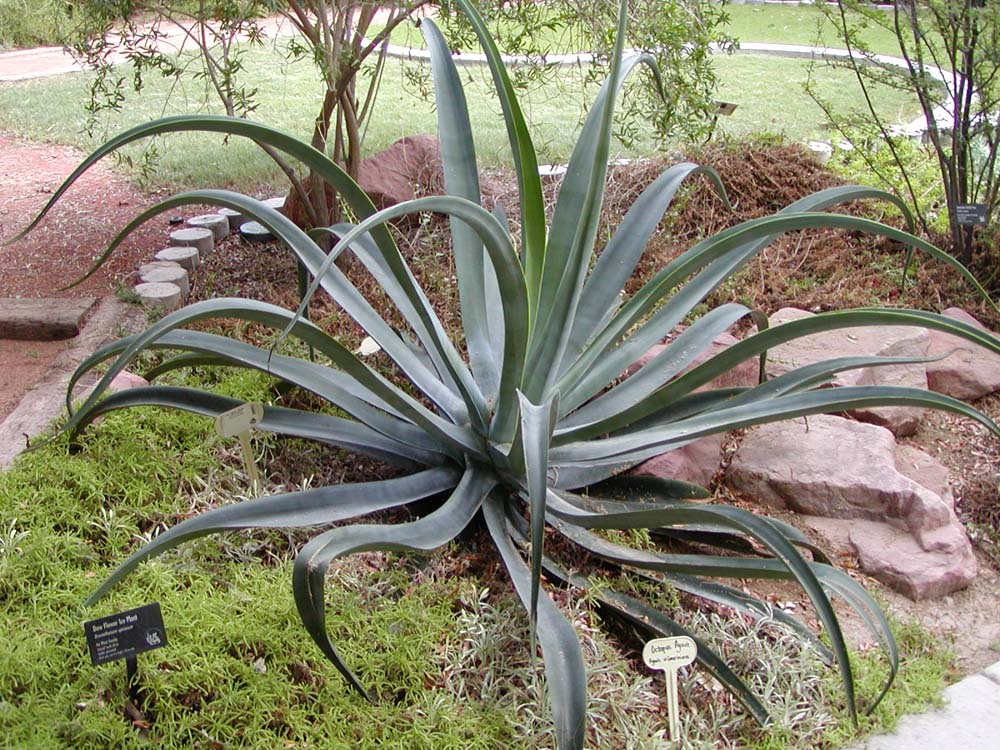
Agave vilmoriniana

Pozycja i podział według systemu APG II (2003) i APweb (2001...)
Rodzaj należy do rodziny agawowatych (Agavaceae Endl.) wchodzącej w skład linii rozwojowej obejmującej hiacyntowate Hyacintheaceae, Themidaceae i Aphyllanthaceae. Klad ten wchodzi w skład rzędu szparagowców (Asparagales), stanowiący z kolei jeden z kladów jednoliściennych. W obrębie rodziny Angiosperm Phylogeny Website wyróżnia kilka linii rozwojowych:
|  | Agave i in.   |
|  |               |
|  | Hesperocallis |
|  |               |

|  | \| \| Herreria i in. \| \| \| \| \| \| Anthericum i in. \| \| \| \| |
|  |                                                                     |
|  | Herreria i in.                                                      |
|  |                                                                     |
|  | Anthericum i in.                                                    |
|  |                                                                     |

|  | Herreria i in.   |
|  |                  |
|  | Anthericum i in. |
|  |                  |

|  | \| \| Herreria i in. \| \| \| \| \| \| Anthericum i in. \| \| \| \| |
|  |                                                                     |
|  | Herreria i in.                                                      |
|  |                                                                     |
|  | Anthericum i in.                                                    |
|  |                                                                     |

|  | Herreria i in.   |
|  |                  |
|  | Anthericum i in. |
|  |                  |

|  | Agave i in.   |
|  |               |
|  | Hesperocallis |
|  |               |

|  | \| \| Herreria i in. \| \| \| \| \| \| Anthericum i in. \| \| \| \| |
|  |                                                                     |
|  | Herreria i in.                                                      |
|  |                                                                     |
|  | Anthericum i in.                                                    |
|  |                                                                     |

|  | Herreria i in.   |
|  |                  |
|  | Anthericum i in. |
|  |                  |

|  | \| \| Herreria i in. \| \| \| \| \| \| Anthericum i in. \| \| \| \| |
|  |                                                                     |
|  | Herreria i in.                                                      |
|  |                                                                     |
|  | Anthericum i in.                                                    |
|  |                                                                     |

|  | Herreria i in.   |
|  |                  |
|  | Anthericum i in. |
|  |                  |

|  | Agave i in.   |
|  |               |
|  | Hesperocallis |
|  |               |

|  | \| \| Herreria i in. \| \| \| \| \| \| Anthericum i in. \| \| \| \| |
|  |                                                                     |
|  | Herreria i in.                                                      |
|  |                                                                     |
|  | Anthericum i in.                                                    |
|  |                                                                     |

|  | Herreria i in.   |
|  |                  |
|  | Anthericum i in. |
|  |                  |

|  | \| \| Herreria i in. \| \| \| \| \| \| Anthericum i in. \| \| \| \| |
|  |                                                                     |
|  | Herreria i in.                                                      |
|  |                                                                     |
|  | Anthericum i in.                                                    |
|  |                                                                     |

|  | Herreria i in.   |
|  |                  |
|  | Anthericum i in. |
|  |                  |

|  | Agave i in.   |
|  |               |
|  | Hesperocallis |
|  |               |

|  | \| \| Herreria i in. \| \| \| \| \| \| Anthericum i in. \| \| \| \| |
|  |                                                                     |
|  | Herreria i in.                                                      |
|  |                                                                     |
|  | Anthericum i in.                                                    |
|  |                                                                     |

|  | Herreria i in.   |
|  |                  |
|  | Anthericum i in. |
|  |                  |

|  | \| \| Herreria i in. \| \| \| \| \| \| Anthericum i in. \| \| \| \| |
|  |                                                                     |
|  | Herreria i in.                                                      |
|  |                                                                     |
|  | Anthericum i in.                                                    |
|  |                                                                     |

|  | Herreria i in.   |
|  |                  |
|  | Anthericum i in. |
|  |                  |

Pozycja w systemie Reveala (1993-1999)Gromada okrytonasienne (Magnoliophyta Cronquist), podgromada Magnoliophytina Frohne & U. Jensen ex Reveal, klasa jednoliścienne (Liliopsida Brongn.), nadrząd Lilianae Takht., rząd agawowce (Agavales Hutch.), rodzina agawowate (Agavaceae Endl.), podrodzina Agavoideae Herb., plemię Agaveae Dumort., rodzaj agawa (Agave L.).
Lista gatunków
- Agave acicularis Trel.
- Agave acklinicola Trel.
- Agave × ajoensis W.C.Hodgs.
- Agave aktites Gentry
- Agave albescens Trel.
- Agave albomarginata Gentry
- Agave albopilosa I.Cabral, Villarreal & A.E.Estrada
- Agave americana L. – agawa amerykańska
- Agave angustiarum Trel.
- Agave anomala Trel.
- Agave antillarum Descourt.
- Agave applanata Lem. ex Jacobi
- Agave arcedianoensis Cházaro, O.M.Valencia & A.Vázquez
- Agave × arizonica Gentry & J.H.Weber – agawa arizońska
- Agave arubensis Hummelinck
- Agave asperrima Jacobi
- Agave atrovirens Karw. ex Salm-Dyck – agawa ciemnozielona
- Agave attenuata Salm-Dyck
- Agave aurea Brandegee
- Agave avellanidens Trel.
- Agave bahamana Trel.
- Agave beauleriana Jacobi
- Agave boldinghiana Trel.
- Agave bovicornuta Gentry
- Agave braceana Trel.
- Agave bracteosa S.Watson ex Engelm.
- Agave brevipetala Trel.
- Agave brevispina Trel.
- Agave brittoniana Trel.
- Agave cacozela Trel.
- Agave cajalbanensis A.Álvarez
- Agave calodonta A.Berger
- Agave cantala (Haw.) Roxb. ex Salm-Dyck – agawa kantalowa
- Agave capensis Gentry
- Agave caribaeicola Trel.
- Agave cerulata Trel.
- Agave chazaroi A.Vázquez & O.M.Valencia
- Agave chiapensis Jacobi
- Agave chrysantha Peebles
- Agave chrysoglossa I.M.Johnst.
- Agave cocui Trel.
- Agave collina Greenm.
- Agave colorata Gentry
- Agave congesta Gentry
- Agave cundinamarcensis A.Berger
- Agave cupreata Trel. & A.Berger
- Agave dasylirioides Jacobi & Bouch.
- Agave datylio F.A.C.Weber
- Agave de-meesteriana Jacobi
- Agave decipiens Baker
- Agave delamateri W.C.Hodgs. & Slauson
- Agave deserti Engelm.
- Agave desmettiana Jacobi
- Agave difformis A.Berger
- Agave durangensis Gentry
- Agave dussiana Trel.
- Agave eggersiana Trel.
- Agave ehrenbergii Jacobi
- Agave ellemeetiana Jacobi
- Agave ensifera Jacobi
- Agave evadens Trel.
- Agave felgeri Gentry
- Agave filifera Salm-Dyck
- Agave flexispina Trel.
- Agave fortiflora Gentry
- Agave fourcroydes Lem. – agawa henekwen
- Agave franzosini Baker
- Agave funkiana K.Koch & C.D.Bouché
- Agave garciae-mendozae Galván & L.Hern.
- Agave gentryi B.Ullrich
- Agave ghiesbreghtii Lem. ex Jacobi
- Agave gigantensis Gentry
- Agave gilbertii A.Berger
- Agave × glomeruliflora (Engelm.) A.Berger – agawa chisonska
- Agave gracilipes Trel.
- Agave grisea Trel.
- Agave guadalajarana Trel.
- Agave guiengola Gentry
- Agave gypsophila Gentry
- Agave harrisii Trel.
- Agave havardiana Trel.
- Agave hiemiflora Gentry
- Agave hookeri Jacobi
- Agave horrida Lem. ex Jacobi
- Agave hurteri Trel.
- Agave impressa Gentry
- Agave inaequidens K.Koch
- Agave inaguensis Trel.
- Agave indagatorum Trel.
- Agave intermixta Trel.
- Agave isthmensis A.García-Mend. & F.Palma
- Agave jaiboli Gentry
- Agave jarucoensis A.Álvarez
- Agave karatto Mill.
- Agave karwinskii Zucc.
- Agave kerchovei Lem.
- Agave kewensis Jacobi
- Agave lagunae Trel.
- Agave lechuguilla Torr.
- Agave longipes Trel.
- Agave macroacantha Zucc.
- Agave mapisaga Trel.
- Agave margaritae Brandegee
- Agave marmorata Roezl
- Agave maximiliana Baker
- Agave mckelveyana Gentry
- Agave microceps (Kimnach) A.Vázquez & Cházaro
- Agave millspaughii Trel.
- Agave minor Proctor
- Agave missionum Trel.
- Agave mitis Mart.
- Agave montana Villarreal
- Agave montium-sancticaroli García-Mend.
- Agave moranii Gentry
- Agave multifilifera Gentry
- Agave murpheyi Gibson
- Agave nashii Trel.
- Agave nayaritensis Gentry
- Agave neglecta Small
- Agave nickelsii Rol.-Goss.
- Agave nizandensis Cutak
- Agave nussaviorum García-Mend.
- Agave obscura Schiede ex Schltdl.
- Agave ocahui Gentry
- Agave origiesiana (Roezl) Trel.
- Agave ornithobroma Gentry
- Agave oroensis Gentry
- Agave ortgiesiana (Baker) Trel.
- Agave ovatifolia G.D.Starr & Villarreal
- Agave pachycentra Trel.
- Agave palmeri Engelm.
- Agave papyrocarpa Trel.
- Agave parrasana A.Berger
- Agave parryi Engelm. – agawa parryi
- Agave parvidentata Trel.
- Agave parviflora Torr.
- Agave peacockii Croucher
- Agave pelona Gentry
- Agave pendula Schnittsp.
- Agave petiolata Trel.
- Agave petrophila A.García-Mend. & E.Martínez
- Agave phillipsiana W.C.Hodgs.
- Agave pintilla S.González, M.González & L.Reséndiz
- Agave polianthiflora Gentry
- Agave polyacantha Haw.
- Agave potatorum Zucc.
- Agave potreriana Trel.
- Agave promontorii Trel.
- Agave × pumila De Smet ex Baker
- Agave rhodacantha Trel.
- Agave rovelliana Tod.
- Agave rutteniae Hummelinck
- Agave rzedowskiana P.Carrillo, Vega & R.Delgad.
- Agave salmiana Otto ex Salm-Dyck
- Agave scaposa Gentry
- Agave schidigera Lem.
- Agave schneideriana A.Berger
- Agave schottii Engelm.
- Agave sebastiana Greene
- Agave seemanniana Jacobi
- Agave shaferi Trel.
- Agave shawii Engelm.
- Agave shrevei Gentry
- Agave sisalana Perrine – agawa sizalowa
- Agave sobolifera Houtt.
- Agave sobria Brandegee
- Agave spicata Cav.
- Agave striata Zucc.
- Agave stricta Salm-Dyck
- Agave stringens Trel.
- Agave subsimplex Trel.
- Agave tecta Trel.
- Agave tenuifolia Zamudio & E.Sánchez
- Agave tequilana F.A.C.Weber
- Agave thomasiae Trel.
- Agave titanota Gentry
- Agave toumeyana Trel.
- Agave triangularis Jacobi
- Agave tubulata Trel.
- Agave turneri R.H.Webb & Salazar-Ceseña
- Agave underwoodii Trel.
- Agave univittata Haw.
- Agave utahensis Engelm.
- Agave valenciana Cházaro & A.Vázquez
- Agave vazquezgarciae Cházaro & J.A.Lomelí
- Agave vera-cruz Mill.
- Agave vicina Trel.
- Agave victoriae-reginae T.Moore – agawa królowej Wiktorii
- Agave vilmoriniana A.Berger
- Agave vivipara L.
- Agave vizcainoensis Gentry
- Agave wallisii Jacobi
- Agave warelliana Baker
- Agave weberi J.F.Cels ex J.Poiss.
- Agave wercklei F.A.C.Weber ex Wercklé
- Agave wildingii Tod.
- Agave wocomahi Gentry
- Agave xylonacantha Salm-Dyck
- Agave yuccifolia DC. ex Redouté
- Agave zebra Gentry